# Don't Smile at Me
Don't Smile at Me è il primo EP della cantante statunitense Billie Eilish, pubblicato l'11 agosto 2017 dalla Darkroom e Interscope.

## Uso in altri media
La traccia My Boy è stata usata nella quarta puntata della terza stagione della serie televisiva americana Shadowhunters.

## Tracce
Testi e musiche di Finneas O'Connell e Billie Eilish O'Connell, eccetto dove indicato.
1. Copycat – 3:13
2. Idontwannabeyouanymore – 3:23
3. My Boy – 2:50
4. Watch – 2:57 (Finneas O'Connell)
5. Party Favor – 3:24
6. Bellyache – 2:59
7. Ocean Eyes – 3:20 (Finneas O'Connell)
8. Hostage – 3:49
9. &Burn (with Vince Staples) – 2:59 (Finneas O'Connell)

Tracce bonus dell'edizione estesa
1. Lovely (with Khalid) – 3:20 (Finneas O'Connell, Billie Eilish O'Connell, Khalid Robinson)
2. Bitches Broken Hearts – 2:56 (Finneas O'Connell, Billie Eilish O'Connell, Emmit Fenn)

Tracce bonus dell'edizione giapponese
1. Bellyache (Marian Hill Remix) – 3:41
2. Copycat (Sofi Tukker Remix) – 3:31
3. MyBoi (TroyBoi Remix) – 3:19

## Formazione
- Billie Eilish – voce
- Finneas O'Connell – produzione, ingegneria del suono, missaggio (tracce 5 e 7)
- John Greenham – mastering
- Rob Kinelski – missaggio (tracce 1-4, 6, 8 e 9)

## Successo commerciale
Don't Smile at Me ha debuttato alla 185ª posizione della classifica statunitense, dopo un mese e mezzo dalla sua pubblicazione. Nella settimana del 31 maggio 2018 ha raggiunto la 97ª posizione con 7 000 unità vendute nel corso della settimana. Ha raggiunto la 38ª posizione nel mese di luglio con 12 000 unità, prima di raggiungere infine il suo picco al 14º posto a gennaio 2019.

## Classifiche

### Classifiche settimanali
| Classifica (2018-20) | Posizione massima |
| -------------------- | ----------------- |
| Australia            | 6                 |
| Austria              | 23                |
| Belgio (Fiandre)     | 10                |
| Belgio (Vallonia)    | 49                |
| Canada               | 10                |
| Croazia              | 9                 |
| Danimarca            | 11                |
| Estonia              | 1                 |
| Finlandia            | 4                 |
| Francia              | 91                |
| Germania             | 41                |
| Grecia               | 32                |
| Irlanda              | 4                 |
| Islanda              | 9                 |
| Italia               | 61                |
| Lettonia             | 1                 |
| Lituania             | 1                 |
| Messico              | 8                 |
| Norvegia             | 6                 |
| Nuova Zelanda        | 3                 |
| Paesi Bassi          | 10                |
| Polonia              | 17                |
| Portogallo           | 13                |
| Regno Unito          | 12                |
| Repubblica Ceca      | 9                 |
| Slovacchia           | 9                 |
| Spagna               | 12                |
| Stati Uniti          | 14                |
| Svezia               | 4                 |
| Svizzera             | 25                |
| Ungheria             | 35                |

### Classifiche di fine anno
| Classifica (2018) | Posizione |
| ----------------- | --------- |
| Australia         | 94        |
| Belgio (Fiandre)  | 124       |
| Estonia           | 16        |
| Islanda           | 39        |
| Nuova Zelanda     | 17        |
| Regno Unito       | 82        |
| Stati Uniti       | 92        |
| Svezia            | 51        |
| Classifica (2019) | Posizione |
| Australia         | 17        |
| Austria           | 47        |
| Belgio (Fiandre)  | 20        |
| Belgio (Vallonia) | 130       |
| Canada            | 15        |
| Danimarca         | 39        |
| Estonia           | 3         |
| Francia           | 173       |
| Irlanda           | 13        |
| Islanda           | 12        |
| Lettonia          | 4         |
| Lituania          | 2         |
| Messico           | 79        |
| Norvegia          | 12        |
| Nuova Zelanda     | 13        |
| Paesi Bassi       | 18        |
| Regno Unito       | 18        |
| Stati Uniti       | 16        |
| Svezia            | 13        |
| Classifica (2020) | Posizione |
| Australia         | 37        |
| Belgio (Fiandre)  | 32        |
| Belgio (Vallonia) | 89        |
| Canada            | 38        |
| Danimarca         | 66        |
| Irlanda           | 24        |
| Islanda           | 33        |
| Norvegia          | 32        |
| Nuova Zelanda     | 28        |
| Paesi Bassi       | 39        |
| Portogallo        | 72        |
| Regno Unito       | 30        |
| Stati Uniti       | 42        |
| Svezia            | 33        |
| Classifica (2021) | Posizione |
| Australia         | 67        |
| Belgio (Fiandre)  | 93        |
| Belgio (Vallonia) | 173       |
| Islanda           | 76        |
| Regno Unito       | 73        |
| Stati Uniti       | 70        |
| Svezia            | 90        |
| Classifica (2022) | Posizione |
| Australia         | 62        |
| Lituania          | 54        |
| Nuova Zelanda     | 38        |
| Regno Unito       | 84        |
| Classifica (2024) | Posizione |
| Portogallo        | 61        |

### Classifiche di fine decennio
| Classifica (2010-19) | Posizione |
| -------------------- | --------- |
| Stati Uniti          | 198       |